# Symphyotrichum patagonicum
Symphyotrichum patagonicum là một loài thực vật có hoa trong họ Cúc. Loài này được (Cabrera) G.L.Nesom miêu tả khoa học đầu tiên.